# 日本医真菌学会
一般社団法人日本医真菌学会（にほんいしんきんがっかい）は、日本における真菌を医学的側面から取り扱う、日本唯一の学際的専門学術団体である。そのため、医師や歯科医師、薬剤師など医療従事者の他、獣医学研究者、農学研究者、理学研究者も所属している。
1956年設立。日本医学会第49分科会。ICD制度協議会加盟学会。
英語名は The Japanese Society for Medical Mycology である。
本会の隣接学会として、医学領域では日本細菌学会、日本感染症学会、日本化学療法学会などがある。また、基礎生物学系の学術団体としては、日本菌学会、日本微生物生態学会などがあげられるが、これらでは医師や歯科医師の所属が本会より少ない。
2009年5月には、東京において国際医真菌学会（International Society for Human and Animal Mycology, ISHAM)総会を共催した。

## 概要
- 真菌が関係する医学的影響の調査・研究。
- 真菌対策を専門とする職業人の育成。
- 会員数：約1100名

## 役員構成
理事長
澁谷和俊：東邦大学医学部病院病理学講座 （規約検討委員会）
理事
- 宮崎義継：国立感染症研究所真菌部 （総務、編集委員会、渉外: 医学会・医学会連合）
- 望月隆：金沢医科大学皮膚科学教室 （財務担当、専門医・認定師委員会）
- 原田和俊：東京医科大学皮膚科学教室 （専門医・認定師委員会、倫理委員会）
- 泉川公一：長崎大学大学院医歯薬学総合研究科 感染免疫学講座臨床感染症学分野 （支部・関連学会委員会、ガイドライン検討委員会）
- 大野尚仁：東京薬科大学薬学部免疫学 （用語委員会）
- 亀井克彦：千葉大学真菌医学研究センター （倫理委員会、利益相反委員会）
- 神田善伸：自治医科大学附属病院　血液科 （将来計画委員会）
- 杉田隆：明治薬科大学微生物学教室 （教育委員会）
- 福田知雄：埼玉医科大学総合医療センター　皮膚科 （疫学調査委員会）
- 槇村浩一：帝京大学大学院医学研究科医真菌学・宇宙環境医学 （広報委員会、顕彰制度検討委員会）

幹事
- 若山恵：東邦大学医療センター大森病院 病理診断科  (庶務)
- 金子健彦：和洋女子大学家政学群生活科学系健康栄養学研究室	(渉外: ICD制度協議会)
- 山岸由佳：愛知医科大学病院感染症科／感染制御部	(渉外: 内保連)
- 掛屋弘：大阪市立大学大学院医学研究科臨床感染制御学	(希少真菌症診断治療のガイドライン（仮称）作成委員会)

監事
- 村山琮明：日本大学薬学部病原微生物学研究室  (バイオセーフティ委員会)
- 小川祐美：順天堂大学医学部皮膚科学講座  (渉外: 医学会連合(女性医師支援担当者連絡会))

## 総会
- 年1回

## 本部事務局
- 〒169-0072 東京都新宿区大久保2-4-12 新宿ラムダックスビル　株式会社春恒社学会事務部内

## 支部
- 北海道支部
- 東北支部
- 関東支部
- 東海・北陸支部
- 関西支部
- 九州・中四国支部

## 学会誌
- 「Medical Mycology Journal（旧：日本医真菌学会雑誌）」

　　年4刊（ISSN：0916-4804）（国立国会図書館請求番号Z19-348）

## 専門認定
- 学会認定専門医
- インフェクションコントロールドクター

## 学会賞
- 日本医真菌学会学会賞
- 日本医真菌学会優秀論文賞
- 日本医真菌学会奨励賞

## 入会
- 一般会員 年額10000円

## 加盟団体
- 日本医学会 1961年加盟
- ICD制度協議会 1999年加盟

## 関連事項
- 真菌／真菌学
- 医学／歯学／薬学
- 感染症／伝染病／齲蝕／細菌叢調査／院内感染
- 微生物学（微生物）／細菌学／口腔細菌学／（細菌）／ウイルス学（ウイルス）／寄生虫学（寄生虫）
- 免疫学／遺伝学／生化学（口腔生化学）／病理学（口腔病理学）／解剖学（口腔解剖学）
- 医師／歯科医師／薬剤師／獣医師／看護師／臨床検査技師／診療検査技師／臨床工学技士／歯科衛生士／臨床検査技師
- 感染症専門医／インフェクションコントロールドクター／感染制御専門薬剤師／感染症対策看護師（感染症管理看護師）／医療環境管理士
- 世界保健機関（WHO）／アメリカ疾患予防管理センター（CDC）／国立感染症研究所／国立保健医療科学院（旧国立公衆衛生院）／厚生労働省／保健所
- 学会の一覧／研究会